# Irma Hirschi
Irma Hirschi (* 1. April 1951) ist eine Schweizer Politikerin (PSA).

## Leben
Hirschi wuchs in einer Bauernfamilie mit acht Kindern in einem Dorf im Tal von Tavannes auf. Sie entstammte einem Proberner Elternhaus und besuchte die Sekundarschule. Im Alter von 20 Jahren lernte sie ihren späteren Lebensgefährten, einen jurassischen Separatisten, kennen und kam über ihn mit der jurassischen Separatistenszene in Kontakt. Später zog sie von zu Hause aus und liess sich mit ihrem Lebensgefährten in Moutier nieder. Hirschi nahm an Demonstrationen und Strassenschlachten teil und wurde verhaftet. Nach der Entstehung des Kantons Jura wurde sie Sekretärin der Unité Jurassienne, die sich für die Eingliederung des Berner Jura zum Kanton Jura einsetzt. In Moutier war sie Mitgründerin der Liste Le Rauraque, die 1982 die probernische Mehrheit in der Stadtregierung ablöste. Hirschi wurde Mitglied der Stadtregierung. Nach der ersten Legislaturperiode trat sie zurück, um sich um ihre zwei Kinder zu kümmern. Zwanzig Jahre später nahm sie ihre politische Karriere wieder auf und wurde erneut Mitglied der Stadtregierung (conseil municipal) von Moutier, diesmal für die Parti socialiste autonome du Sud du Jura. Daneben gehört sie seit dem 1. Juni 2006 dem Grossen Rat des Kantons Bern für den Wahlkreis Berner Jura an und die dort Mitglied der Fraktion SP-JUSO-PSA. 
Im November 2013 sorgten Hirschi und ihre zwei Parteikollegen Maxime Zuber und Jean-Pierre Aellen für einen Eklat im Grossrat, als sie aus Protest gegen Berner Fähnchen auf ihren Pulten den Grossratssaal verliessen, da dies für die PSA „einen sowohl unnötigen als auch verachtenden Affront“ darstellen würde. Die Fähnchen waren in einer Reaktion der SVP auf eine regionale Abstimmung am 24. November 2013 in der sich 71,8 % der Stimmberechtigten im Berner Jura gegen den Zusammenschluss mit dem Kanton Jura aussprachen, ohne Konsultation mit dem Grossratspräsidenten aufgestellt worden.
Hirschi arbeitet als Sekretärin des Mouvement Autonomiste Jurassien.